# Gbara
Le Gbara (prononciation mandingue ancienne « ɡ͡baɽa ») ou grande assemblée, était l'organe délibérant de l'Empire du Mali, qui régnait sur une grande partie de l'Afrique de l'Ouest au Moyen Âge. Elle fut fondée en 1235 par ordre de Soundiata Keïta, pour se conformer à la constitution orale des Mandingues, connue sous le nom de Kouroukan Fouga ou Charte du Manden.
Elle se réunit pour la première fois dans une plaine de Kangaba, appelée plaine de Kouroukan Fouga, toponyme qui donnera son nom à la constitution malienne.

## Fonction
Le Gbara était composé de 30 membres, appartenant aux différents clans du Manden qui avaient aidé Soundjata à renverser Soumaoro Kanté, et étaient la voix du gouvernement de la nouvelle fédération du Manden Kurufa. Les descendants de ces clans ont toujours eu une place dans le Gbara, et ont vérifié le pouvoir du mansa (empereur). Elle était présidée par un belen-tigui (maître de cérémonie), qui avait pouvoir sur quiconque souhaitait parler, y compris le mansa.
Balla Fassèkè Kouyate était nommé dans le Kouroukan Fouga comme belen-tigui et djeli principal, poste qui, comme la plupart d'entre eux, était héréditaire. Il était autorisé à plaisanter sur toutes les tribus, en particulier sur la famille royale. L’ immunité ainsi accordée permettait à la famille d’être gardienne de la tradition et d’agir comme médiatrice.

## Clans
Le Gbara était divisé en quatre blocs électoraux divisés selon des critères militaires, politiques, religieux et économiques. Ils avaient 29 sièges au Parlement ou Gbara, et le trentième siège était occupé par le belen-tigui.
Les clans mandingues qui détenaient le pouvoir et donc la représentation dans les Gbara étaient :
- Les 16 Djon-Tan-Ni-Woro (Porteurs de Carquois), chargés de la défense. Ils constituaient l'aile militaire des Gbara, chargée de diriger l'armée et parfois de gouverner des provinces (tinkurus) ou des comtés (kafos).
- Les 4[2] ou 5[3] Mori-Kanda-Lolou (Gardiens de la foi), dont les membres étaient des marabouts, agissaient comme juges civils et religieux, et servaient de guides islamiques à la noblesse; Certains étaient animistes, comme des devins capables d'interpréter les présages et autres événements.
- Les 4 nyamakala (manipulateurs de la force vitale ou nyama), guildes d'artisans et de forgerons, qui exerçaient les fonctions économiques.
- Les 4 djeli, griots ou bardes, chroniqueurs et historiens.

On sait qu'à la fin de l'Empire, il y avait 32 membres, représentant les clans suivants :

### Clans Djon-Tan-Ni-Woro (guerriers)
- - Traoré
  - Condé (le clan de Sankar-Zouma, chef militaire du sud et du fleuve Sankarani[4])
  - Caméra
  - Kourouma
  - Kamissoko
  - Magassouba
  - Diawara
  - Sako

- - Fofana,
  - Koita,
  - Dansouba,
  - Diaby,
  - Diallo,
  - Diakité,
  - Sidibé
  - Sangaré

### Les clans Maghan (littéralement «clans impériaux»)
Ce groupe comprenait la famille royale et d'autres familles qui pouvaient également accéder au trône, et formait le bloc purement politique des Gbara :
- - Keïta (le clan des mansas)
  - Douno (appelé aussi Soumano ou Danhon ou Somono) clan des Dyi-Tigi, maître des eaux, responsable des voyages fluviaux et de la pêche .
  - Konaté
  - Koulibaly

### Clans Mori-Kanda-Lolou (marabouts)[3]
- - Bérété
  - Cissé
  - Diané
  - Touré
  - Koma ou Sylla

### Les clans Nyamakala, «ceux aux pouvoirs cachés»
- - Kanté (Noumoun Fin : manufactures de fer et de céramique)
  - Kamara (Noumoun Siaki : bijoux)
  - Koroma (Noumoun Kule : artisans du bois)
  - Sylla (Garanke : tisserands et tanneurs)
  - Diabate (Djelis : chroniqueurs)
  - Kamara (finnois : médiateurs)
  - Kouyaté (Djeli del Mansa et Belen-Tigui de la Gbara)